# Little Nightmares II
Little Nightmares II là một trò chơi phiêu lưu kinh dị giải đố-platform, được phát triển bởi Tarsier Studios và phát hành bởi  Bandai Namco Entertainment. Câu chuyện theo chân Mono, cậu phải hợp tác cùng với Six, nhân vật chính trong Little Nightmares, để tồn tại trong nỗi kinh hoàng của the Pale City và khám phá những bí mật đen tối của nó. Trò chơi được phát hành cho Google Stadia, Nintendo Switch, PlayStation 4, Windows và Xbox One vào ngày 11 tháng 2 năm 2021. Một phiên bản nâng cấp có tên Little Nightmares II: Enhanced Edition được phát triển bởi Supermassive Games và phát hành vào ngày 25 tháng 8 năm 2021 cho PlayStation 5, Windows and Xbox Series X/S.
Trò chơi được nhận hầu hết các đánh giá tích cực sau khi phát hành. Các nhà phê bình khen ngợi đồ họa, bầu không khí, lối chơi và âm thanh của trò chơi trong khi một số người còn cho rằng nó vượt trội hơn so với phiên bản tiền nhiệm. Trong vòng một tháng sau khi phát hành, trò chơi đã bán được một triệu bản trên toàn thế giới. Phần tiếp theo của series, Little Nightmares III, sẽ được phát hành vào ngày 10 tháng 10 năm 2025.

## Lối chơi
Little Nightmares II giữ nguyên lối chơi như phần trước, người chơi khám phá trong một thế giới 3D, đối mặt với các tình huống giống như platformer và câu đố cần giải quyết để tiếp tục. Khác với phần đầu, nhân vật chính Mono không hoàn toàn bất lực: cậu có thể cầm một số vật phẩm để đập vỡ đồ vật hoặc chống trả kẻ thù nhỏ, mặc dù vậy, tuơng tự như Six, cậu vẫn phải dựa vào ẩn nấp và môi trường để lẩn tránh những kẻ thù lớn hơn. Người chơi còn có khả năng gọi Six và nắm tay cô để đảm bảo cả hai không bị tách rời. Họ thường xuyên phải hợp tác để giải câu đố môi trường hoặc đối phó với kẻ thù, chẳng hạn như đoạn cả hai cùng vận hành một vũ khí tầm xa. Trò chơi cũng có các loại mũ và bóng ma trẻ em có thể thu thập, khi sưu tập đủ, trò chơi sẽ mở khóa một cảnh phim đặc biệt.

## Cốt truyện
Mono, một cậu bé đội chiếc túi giấy trên đầu, thức dậy sau giấc mơ về một cánh cửa có hình con mắt ở cuối hành lang. Cậu băng qua the Wilderness và bước vào một căn lều tồi tàn. Tại đây, cậu giải thoát cho Six, cô đang bị giam giữ bởi the Hunter đeo mặt nạ sống ở đó. Bị truy đuổi ráo riết, cả hai phải dùng súng hạ gục hắn trước khi trốn thoát. Họ tìm thấy một cánh cửa và sử dụng nó làm bè, Mono và Six trôi dạt qua vùng nước rộng và dạt vào the Pale City, nơi chìm trong sương mù và mưa tầm tã, ngổn ngang những chiếc TV cũ kỹ. Trong suốt cuộc hành trình, Mono liên tục thử dùng TV như cổng dịch chuyển để đến hành lang trong mơ nhưng cậu luôn bị Six kéo ra trước khi chạm tới cánh cửa. Cậu cũng gặp những bóng ma trẻ em nhiễu loạn, có thể hấp thụ chúng khi tiếp xúc.
Sau khi tiến vào the School, hai người bị chia cắt khi Six bị the Bullies bằng sứ điên loạn bắt giữ. Sau khi cứu Six, họ phải chạy trốn the Teacher với chiếc cổ dài ngoẵng. Sau khi ra ngoài, Six tìm thấy chiếc áo mưa vàng đặc trưng. Cả hai đến được the Hospital, tại đây họ phải đối mặt với the Patients như ma-nơ-canh, những Bàn Tay Sống tách rời và the Doctor thân hình mập mạp bò trên trần nhà. Mono dụ được the Doctor vào lò thiêu, có thể chọn giết hoặc nhốt hắn lại. Mono và Six sau đó đi đến trung tâm của the Pale City, họ phát hiện the Signal Tower phát ra một loại sóng vô tuyến lan tỏa khắp nơi để điều khiển cư dân của thành phố: the Viewers nghiện xem TV, những người có khuôn mặt biến dạng sau thời gian dài tiếp xúc với nó. Khi Mono cuối cùng chạm tới cánh cửa thông qua TV, cảnh cửa mở ra để lộ bóng người the Thin Man. Sau khi Six kéo Mono ra, the Thin Man bước ra và bắt Six, để lại bóng ma nhiễu loạn của cô. Theo bóng ma này, Mono tiến gần đến the Signal Tower, nơi cậu đối đầu với the Thin Man. Phát hiện mình có năng lực giống như the Thin Man, cậu cởi bỏ túi giấy và dùng sức mạnh để hủy diệt the Thin Man trước khi kéo the Signal Tower về phía mình.
Bên trong the Signal Tower, Mono tìm thấy Six đã biến dạng khổng lồ. Cô trở nên thù địch khi cậu đập chiếc hộp nhạc nhưng trở lại bình thường khi nó bị phá hủy. Khi tòa tháp bắt đầu sụp đổ, cả hai bị khối thịt mắt và mắt nhầy nhụa truy đổi. Khi băng qua cây cầu sắp sập, Mono cố gắng nhảy qua bên kia và Six đã bắt được cậu, nhưng Six phản bội Mono và để cậu rơi xuống vực thẳm trong khi cô trốn thoát qua một chiếc tivi. Cô độc giữa đống thịt, Mono ngồi trên chiếc ghế đơn độc và cam chịu số phận của mình. Thời gian trôi qua, Mono ngày càng già đi và cao hơn trong khi bản thân dần bị ảnh hưởng bởi the Signal Tower, cuối cùng cậu trở thành the Thin Man. Mono, giờ đã trưởng thành, ngồi trong căn phòng cuối hành lang trong giấc mơ, và cánh cửa đóng lại.
Nếu người chơi thu thập được tất cả lỗi còn tồn đọng, cảnh cuối cùng cho thấy Six thoát ra từ chiếc TV, gặp bản thể bóng ma của mình chỉ vào tờ rơi quảng cáo the Maw. Tiếng bụng đói cồn cào của cô báo hiệu sự kiện của phần game đầu tiên sắp diễn ra.

## Phát triển
Trò chơi được công bố lần đầu tiên tại Gamescom 2019 là phần tiếp theo của Little Nightmares và được lên kế hoạch phát hành vào năm 2020. Tuy nhiên nó đã được lùi lại không chỉ vì Đại dịch COVID-19 mà đơn giản là trò chơi cần "nhiều thời gian và tình yêu hơn".. Một bản demo của trò chơi được phát hành vào ngày 30 tháng 10 nwam 2020.
Vào ngày 20 tháng 2 năm 2021, Tarsier Studio, được mua lại bởi Embracer Group vào năm 2019, thông báo rằng họ sẽ không tiếp tục phát triển trò chơi Little Nightmares nữa nhưng nhà phát hành Bandai Namco Entertainment đã bày tỏ ý định tiếp tục dòng game này trong tương lai.
Theo nhà sản xuất trò chơi Lucas Rousell, khi bắt đầu quá trình tiền sản xuất, nhóm đã cân nhắc trò chơi có thể là một trò chơi co-op nhưng sau đó đã loại bỏ khả nâng này để phù hợp với câu truyện.

## Đón nhận
Little Nightmares II nhận được các đánh giá "nhìn chung là tích cực" tùy thuộc vào nền tảng, theo trang đánh giá tổng hợp Metacritic.
Jordan Devore từ Destructoid viết rằng: "Little Nightmares II mang một cường độ hấp dẫn vừa thú vị và cuốn hút khi chơi cũng như khi xem". Anh chấm trò chơi 8.5/10. Easy Allies cho trò chơi 8.5/10, viết: "Little Nightmares II một lần nữa đưa bạn vào hành trình kinh dị qua một thế giới được khắc họa sống động, và cảm giác nguy hiểm cùng tuyệt vọng vẫn lạnh lẽo như xưa".
Game Informer khen ngợi tựa game, chấm 9.25/10 và nhận xét: "Phiên bản tiếp theo ấn tượng này phát huy những gì người tiền nhiệm đã làm, với những cú đấm vào cảm xúc và hình ảnh ám ảnh khiến bạn không thể quên". GameRevolution viết rằng: "Little Nightmares 2 thành công trong việc xây dựng dựa trên nền tảng của phần game gốc. Đội ngũ Tarsier Studios đã mở rộng câu chuyện và bối cảnh với những nhân vật và môi trường mới, thêm vào các cơ chế gameplay không làm phức tạp hóa hành động hay phá vỡ nhịp độ, đồng thời chứng tỏ trí tưởng tượng đáng kinh ngạc khi tạo ra những sinh vật quái dị trong một thế giới ảm đạm hoàn hảo". Trò chơi được chấm 7.5/10. GamesRadar+ chấm trò chơi 4/5 sao, viết rằng: "Một tựa game kinh dị nhỏ nhưng tuyệt vời, vừa xuất sắc vừa có thể khiến người chơi bực bội". Hardcore Gamer đánh giá trò chơi 4/5. Jordan Helm viết: "Dù vẫn giữ nguyên phong cách méo mó và phóng đại đầy quái dị như trước, Little Nightmares II thành công nhờ sự táo bạo và tinh chỉnh tinh tế hơn so với bản gốc năm 2017".
IGN chấm 7/10 và nhận xét: "Little Nightmares 2 mang lại những màn ẩn nấp và kinh dị tuơng tự phần trước nhưng để lại ít dấu ấn lâu dài." Nintendo Life chấm điểm 8/10: "Little Nightmares II cuốn hút từ đầu đến cuối với nhịp độ tuyệt vời, thiết kế màn chơi đa dạng cùng đồ họa và hiệu suất xuất sắc". PC Gamer (US) đánh giá trò chơi 76/100, viết rằng: "Little Nightmares 2  hiểu rõ mình muốn trở thành cái gì gần như đã làm được điều đó".
Shacknews cũng dành lời khen ngợi cho tựa game và chấm 9/10 điểm: "Little Nightmares 2 lớn hơn (dài gấp đôi) và hay hơn phần đầu. Dù vậy, nó vẫn giữ được cảm giác gần gũi, khép kín vốn là đặc trưng của Little Nightmares". VG247 nhận xét: "Little Nightmares 2 Little Nightmares 2 là một phần tiếp theo tuyệt vời, kế thừa tông màu ấn tượng của bản gốc nhưng cải thiện ở mọi khía cạnh quan trọng". Họ chấm trò chơi 4/5. VideoGamer.com đánh giá trò chơi 7/10, nhận xét rằng: "Đáng chú ý là rất ít studio nào khác đủ tự tin để theo đuổi cách tiếp cận kinh dị như thế này: không dọa bạn bằng những cú hù bất ngờ hay hạn chế đạn dược mà thăm dò và phá vỡ sự thoải mái cảm xúc của bạn bằng cách đặt những thứ ghê tởm ngay sát cạnh sự ngây thơ trẻ con".
Trong một đánh giá khắt khe hơn của Push Square, họ đã chấm trò chơi 6/10 điểm: "Little Nightmares II chỉ đáng để trải nghiệm riêng về mặt nghệ thuật dù đôi khi cơ chế điều khiển không thoải mái có thể là một trở ngại".

### Doanh số bán hàng
Tại Nhật Bản, phiên bản Nintendo Switch của Little Nightmares II là trò chơi bán lẻ bán chạy thứ ba trong tuần đầu phát hành với 24.470 được bán ra trong khi phiên bản PlayStation 4 bán được 11.163 trong cùng tuần, giúp nó trở thành tựa game bán lẻ bán chạy thứ bảy tại quốc gia này. Trò chơi cũng ra mắt ở vị trí thứ bảy tại Vuơng quốc Anh và thứ sáu tại Thụy Sĩ trên bảng xếp hạng đa nền tảng. Chỉ trong vòng một tháng sau khi phát hành, trò chơi đã bán được một triệu bản trên toàn cầu.

### Giải thưởng
| Năm  | Giải thưởng                 | Hạng mục                                        | Kết quả   | Ref.   |
| ---- | --------------------------- | ----------------------------------------------- | --------- | ------ |
| 2021 | Golden Joystick Awards 2021 | Best Visual Design                              | Đề cử     | [ 44 ] |
| 2021 | Golden Joystick Awards 2021 | Best Audio                                      | Đề cử     | [ 44 ] |
| 2022 | NAVGTR Awards               | Outstanding Camera Direction in a Game Engine   | Đề cử     | [ 45 ] |
| 2022 | NAVGTR Awards               | Outstanding Character Design                    | Đoạt giải | [ 45 ] |
| 2022 | NAVGTR Awards               | Outstanding Control Design, 2D or Limited 3D    | Đề cử     | [ 45 ] |
| 2022 | NAVGTR Awards               | Outstanding Game, Puzzle                        | Đoạt giải | [ 45 ] |
| 2022 | NAVGTR Awards               | Outstanding Lighting/Texturing                  | Đề cử     | [ 45 ] |
| 2022 | NAVGTR Awards               | Outstanding Original Light Mix Score, Franchise | Đề cử     | [ 45 ] |
| 2022 | NAVGTR Awards               | Outstanding Use of Sound, Franchise             | Đề cử     | [ 45 ] |
| 2022 | NAVGTR Awards               | Outstanding Writing in a Drama                  | Đề cử     | [ 45 ] |
| 2022 | Pegases Awards              | Best International Game                         | Đề cử     | [ 46 ] |

## Phần tiếp theo
Vào tháng 8 năm 2023, Little Nightmares III, phát triển bởi Supermassive Games, được công bố tại Gamescom. Ban đầu trò chơi dự kiến phát hành vào năm 2024 nhưng sau đó đã lùi lại sang năm 2025. Trò chơi dự kiến phát hành vào ngày 10 tháng 10 năm 2025.